# Samber (stripreeks)
Samber is een Belgische stripreeks van de auteur Bernard Hislaire, die de reeks tekent onder het pseudoniem "Yslaire". Aanvankelijk schreef ook Balac mee aan de scenario's. De reeks speelt zich af in de 19e eeuw. Hoofdtonen van de albums zijn rood en zwart, wat een verwijzing is naar de roman "Le rouge et le noir" van Stendhal. Het rood verwijst tevens naar de rode ogen van een van de hoofdpersonages, Julie.

## Geschiedenis
Nadat hij de reeks rond Frommeltje en Viola had voltooid, begon Bernard Hislaire met Balac aan een nieuwe reeks. Hij veranderde van stijl en ondertekende voortaan zijn werk ook niet meer met Hislaire, maar Yslaire. Voor de omgeving inspireerden ze zich op "la Bastide", familieverblijf van de toenmalige partner van Yslaire, in de streek van Digne (Alpes de Haute-Provence). In januari 1985 werd het eerste album Minder is meer  uitgegeven en het succes was onmiddellijk. Het album werd overladen met prijzen en al snel uitgegeven in zeven verschillende talen. De samenwerking tussen Yslaire en Balac stopte tijdens het werk aan het tweede album.
Het tweede album verscheen pas in november 1990 onder de titel Ik weet dat je terug zult komen.. Het derde album Revolutie, revolutie kwam 3 jaar later uit. Dit album werd later hernoemd tot Vrijheid vrijheid. In november 1996 verscheen het vierde album Moeten wij dan samen sterven ?. Op dat moment leek het verhaal verteld, maar in september 2003 breidde Yslaire hier nog een vervolg aan met Vervloekt zij de vrucht van uw schoot.
In mei 2007 verschijnt een prequel onder de algemene titel De oorlog van de Sambers. Deel 1 van deze nieuwe reeks heet Hugo & Iris 1. Verhaal en regie zijn van Yslaire. Illustraties en kleur werden verzorgd door Bastide en Mézil. Vooraan in dit boek verwoordde Yslaire zijn ambitie om van deze reeks één groot verhaal te maken. Naast de reeds uitgegeven albums verschijnt er een aanzienlijk aantal onuitgegeven titels.

## Albums

### Reguliere reeks
tweede generatie (1847-1848)
- Bernard & Julie
  - Eerste hoofdstuk Minder is meer (1986)
  - Tweede hoofdstuk Ik weet dat je terug zult komen (1990)
  - Derde hoofdstuk Revolutie, revolutie... (1993)
  - Vierde hoofdstuk Moeten wij dan samen sterven... (1996)

derde generatie (1856-1862)
- Bernard Marie & Judit
  - Eerste hoofdstuk Vervloekt zij de vrucht van uw schoot... (2003)
  - Tweede hoofdstuk De zee gezien vanuit het Vagevuur (2011)
  - Derde hoofdstuk Straatmadeliefje (2016)
  - Vierde hoofdstuk Zij die mijn ogen niet meer zien (2018)

Laatste generatie (1862-1871)
- Nelson & Judith
  - Eerste hoofdstuk Ter hoogte van de aanlegplaats
  - Tweede hoofdstuk De kersen van Juffrouw Dyeu
  - Derde hoofdstuk Alle razernij van de hoop
  - Vierde hoofdstuk De laatste van de Sambers

### Spin-off: De oorlog van de Sambers
De scenario's van deze spin-off werden geschreven door Yslaire.
- Boek I (1830 - 1847) Hugo & Iris 
  - Eerste hoofdstuk De bruiloft van Hugo
  - Tweede hoofdstuk De passie volgens Iris
  - Derde hoofdstuk De maan die kijkt
- Boek II (1760) Werner & Charlotte  
  - Eerste hoofdstuk De eeuwigheid van Saintange 
  - Tweede hoofdstuk De rode mis
  - Derde hoofdstuk Uw kind, gravin ...
- Boek III (-40.000 voor Christus ) Aam & Yev
  - Eerste hoofdstuk De schepping
  - Tweede hoofdstuk In het begin 
  - Derde hoofdstuk Ecce homo oculis ...